# Wydział Nauk o Zdrowiu i Kulturze Fizycznej Uniwersytetu Kazimierza Wielkiego w Bydgoszczy
Wydział Nauk o Zdrowiu i Kultury Fizycznej Uniwersytetu Kazimierza Wielkiego w Bydgoszczy – jeden z 17 wydziałów Uniwersytetu Kazimierza Wielkiego w Bydgoszczy.

## Historia
Instytut Kultury Fizycznej powstał w wyniku przekształcenia z istniejącej Katedry Kultury Fizycznej w roku 2009. Od roku akademickiego 2019/2020 Instytut jest jedną z jednostek organizacyjnych Kolegium III. Od roku akademickiego 2022/2023, zarządzeniem Rektora UKW, Instytut funkcjonuje jako Wydział Nauk o Zdrowiu i Kulturze Fizycznej.

## Kierunki kształcenia
- wychowanie fizyczne (studia I i II stopnia)[3]

## Struktura organizacyjna
| Katedra                                                  | Kierownik                            |
| -------------------------------------------------------- | ------------------------------------ |
| Katedra Biologicznych Podstaw Kultury Fizycznej          | prof. dr hab. Małgorzata Żychowska   |
| Katedra Teorii i Metodyki Wychowania Fizycznego i Sportu | dr hab. Patrycja Lipińska, prof. UKW |
| Zakład Dydaktyki WNoZiKF                                 | dr Michalina Kuska                   |

## Poczet dyrektorów
1. dr hab. Mariusz Zasada, prof. UKW (2009–2013)
2. dr hab. Radosław Muszkieta, prof. UKW (2013–2015)
3. p.o. dr Wiesława Pilewska (2016)
4. dr hab. Mariusz Zasada, prof. UKW (2016–2022)

## Poczet dziekanów
1. dr hab. Mariusz Zasada, prof. UKW (2022–2024)
2. p.o. dr inż. Dorota Łoboda (od 2024)

## Władze Wydziału
W kadencji 2024–2028:
| Stanowisko                 | Imię i nazwisko            |
| -------------------------- | -------------------------- |
| Dziekan                    | p.o. dr inż. Dorota Łoboda |
| Prodziekan ds. kształcenia | dr Michalina Kuska         |